# Kimmerioszok (Odüsszeia)
A kimmerioszok az Odüsszeia mitikus népe, területüket Homérosz a legtávolabbi nyugatra, Hadész kapuihoz helyezte. Az országot Homérosz szerint örökös köd és sötétség fedi, innen ered a „tenebrae Cimmeriae” kifejezés. Ovidius az „Átváltozásokban” ide helyezte az álom istenének lakhelyét.